# Anthurium xanthoneurum
Anthurium xanthoneurum är en kallaväxtart som beskrevs av George Sydney Bunting. Anthurium xanthoneurum ingår i släktet Anthurium och familjen kallaväxter. Inga underarter finns listade.